# 香港郵政総局

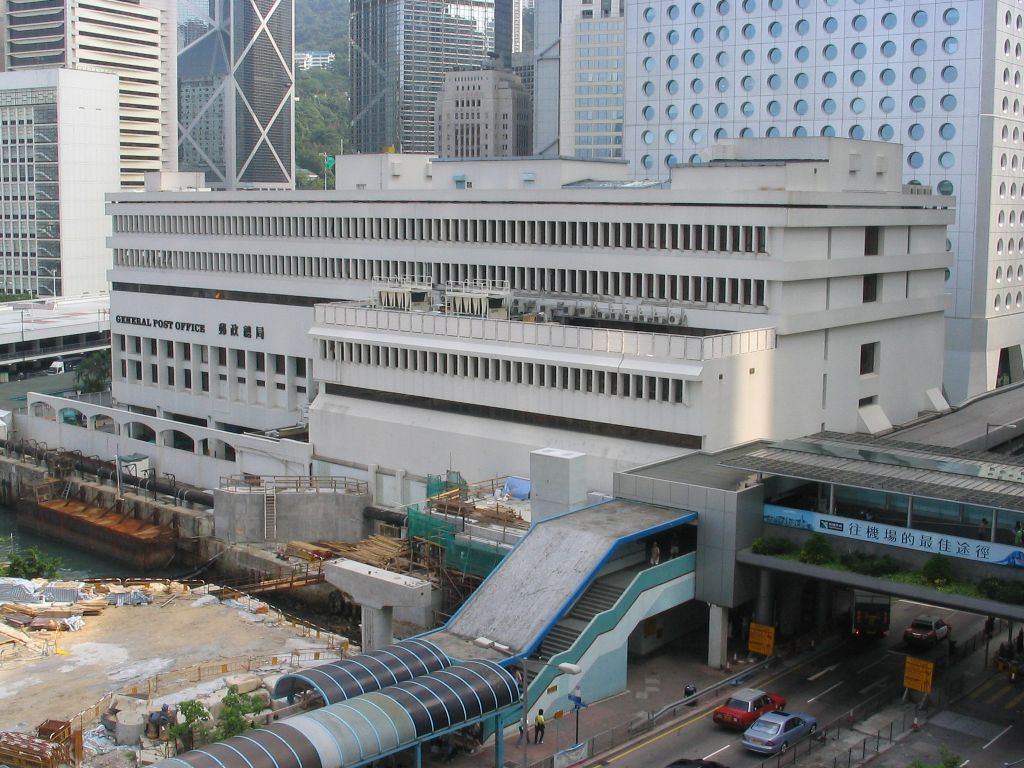
香港郵政総局（四代目）

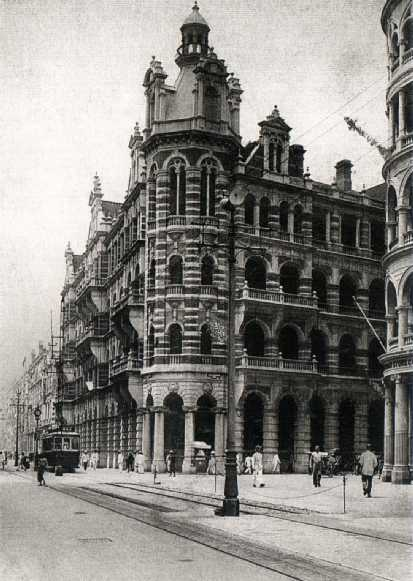
香港郵政総局（三代目）

香港郵政総局（ホンコンゆうせいそうきょく、中国語: 香港郵政總局、英語: General Post Office、略称はGPO）は香港香港島中環康楽広場2號にある香港郵政の本部である。現在の建築は四代目である。モダニズムの建物であり、1976年8月11日にオープンし、建築費は4,300万香港ドルだった。
初代の郵政総局は1841年に設立し、聖ヨハネ座堂の向かいに位置する。二代目の郵政総局は1846年に建設し、ペダー・ストリートとクィーンズ・ロードの交差点に位置する。
三代目の香港郵政総局はビクトリア時代に建設し、イングランドルネサンス式の建築だった。1928年から1932年まで、この郵便局にラジオスタジオを設置していた。この建築の遺構の一部は香港歴史博物館に移転保存している。
四代目の郵政総局は5階建ての建築物で地下は駐車場になっている。一階は郵便局の窓口と郵便博物館になっている。三代目郵政総局の扁額を保存展示している。